# Hilde Hildebrand
Emma Minna Hildebrand (* 10. September 1897 in Hannover; † 27. Mai 1976 in Berlin-Grunewald) war eine deutsche Theater- und Filmschauspielerin.

## Leben

### Ausbildung und Revueauftritte
Hilde Hildebrand, die Tochter des Monteurs Julius Christian Hildebrand und seiner Frau Luise geb. Weinrich, wurde bereits mit acht Jahren Mitglied des Balletts am Hoftheater Hannover und 1913 in das Ballett-Ensemble des Residenztheaters aufgenommen. Ihr Theaterdebüt hatte sie nach einer Schauspielausbildung 1914. Unter dem Namen Emmy Hildebrand übernahm sie verschiedene Rollen.
Nach dem Ersten Weltkrieg entwickelte sich Hilde Hildebrand, wie sie sich nun nannte, zum gefeierten Revuestar. Sie machte in den späten Zwanzigerjahren zunächst an den Berliner Bühnen Furore. In den Nelson-Revuen Es hat geklingelt und Etwas für Sie trat sie in klassisch-ironischen Nummern auf. Ihr süffisanter Tonfall in ironischer Selbstdistanz wurde mit ihrem Partner Gustaf Gründgens in dem Duett „Oh Gott, wie sind wir vornehm“ aus der Künneke-Operette Liselott auf Schellack festgehalten.

### Film
Nach einigen belanglosen Stummfilmrollen konnte sie ihre Begabung beim Aufkommen des Tonfilms endlich auch im Kino zur Geltung bringen. Ihre schönsten Erfolge feierte sie im Tonfilm der dreißiger Jahre. In Viktor und Viktoria, Allotria, Bel Ami und Amphitryon – Aus den Wolken kommt das Glück stellte sie ihr künstlerisches Vermögen als Charakterdarstellerin unter Beweis. Hilde Hildebrand verkörperte den Typ der mondänen Dame, die junge Männer beim Five-o’clock-Tea becircte und durch frivole Verführungskünste in Verlegenheit brachte. Meist verlor sie wie in Die englische Heirat oder Jenny und der Herr im Frack den Gentleman an ein junges Mädchen. Hilde Hildebrand trug es stets mit Fassung. Geistreiche Nuancen waren ihre Stärke, die sich mehr an den Genießer als an das Amüsierpublikum richtete. Sie war erotisierend, aber nie vulgär. Sie stand 1944 in der Gottbegnadeten-Liste des Reichsministeriums für Volksaufklärung und Propaganda.

### Sängerin

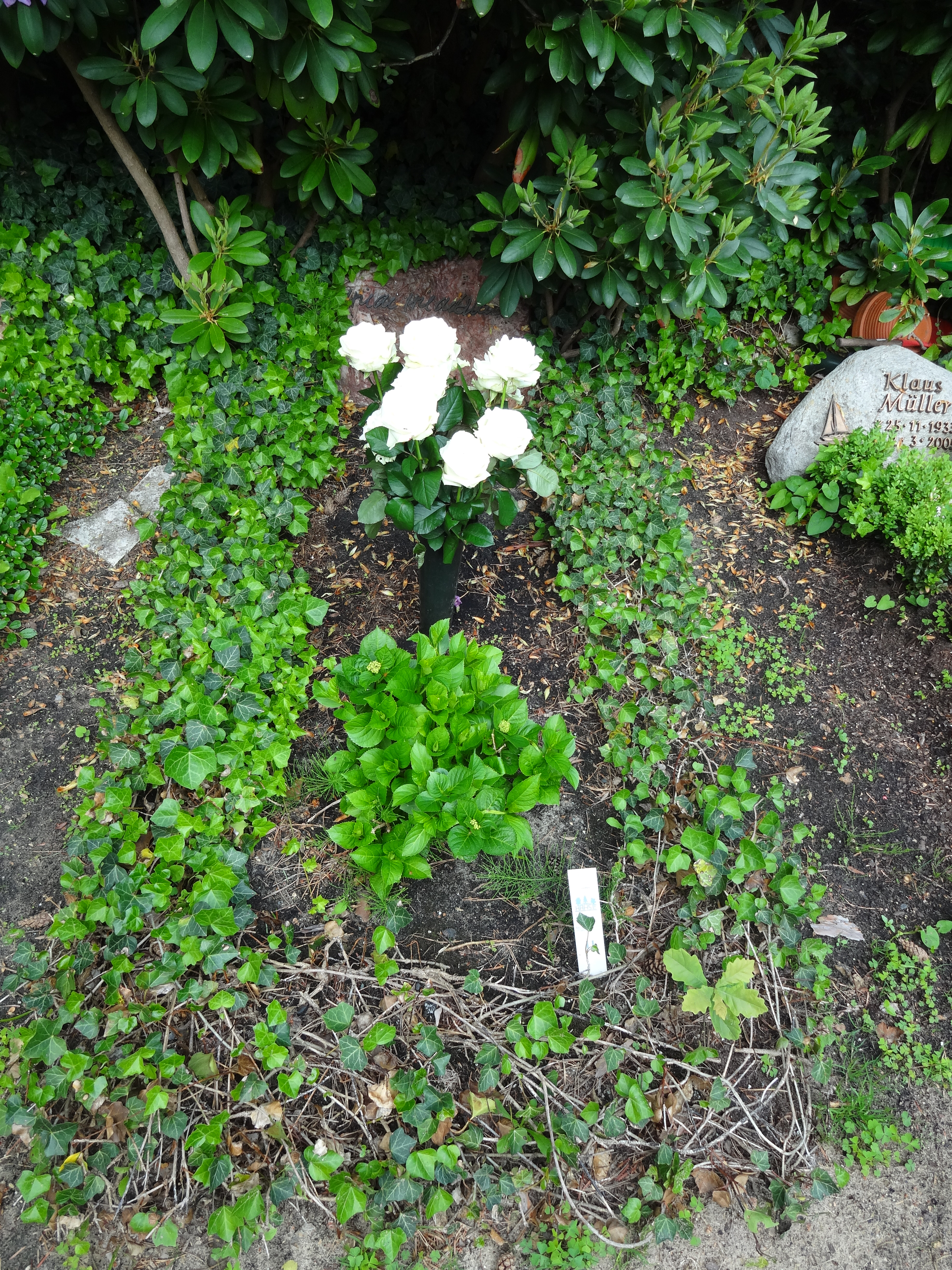
Das Grab von Hilde Hildebrand auf dem Friedhof Heerstraße in Berlin-Westend

Eine entscheidende Bedeutung bei ihren Filmauftritten kam ihren Gesangseinlagen und Chansons zu. Peter Kreuder, Theo Mackeben, Leo Leux, Michael Jary und Franz Doelle schrieben elegante Chansons für die Künstlerin. Bei den meisten Aufnahmen verzichtete Hilde Hildebrand auf ein großes Tonfilmorchester und versicherte sich stattdessen der Mitwirkung des kleinen Ensembles „Die Goldene Sieben“. Sie konnte mit subtilem Humor in Liedern wie „Komm, spiel mit mir Blindekuh“ und „Beim ersten Mal da tut’s noch weh“ auch beschwingte Weisen interpretieren, doch ihre Stärke waren die leisen und zärtlich-lasziven Töne, die sie mit ihrer angerauten Stimme zum Klingen brachte. „Liebe ist ein Geheimnis“, „Mein Herz hat Heimweh“ und „Nachts ging das Telefon“ waren charakteristische Titel.

### Spätwerk
Nach dem Krieg war Hildebrand weiterhin als Bühnenkünstlerin tätig. Unvergessen sind ihre Auftritte in Die Irre von Chaillot und Der Besuch der alten Dame (über 500-mal); zuletzt in Tango von Sławomir Mrożek  (Freie Volksbühne Berlin 1971). 
Sie wirkte auch in zahlreichen Fernsehfilmen mit.
Hilde Hildebrand blieb unverheiratet. Am 27. Mai 1976 wurde sie tot in ihrer Wohnung in Berlin-Grunewald aufgefunden. Sie war 78 Jahre alt geworden. Ihr Grab befindet sich auf dem Friedhof Heerstraße in Berlin-Westend (Grablage: 6-E-12).

## Diskografie (Auswahl)
Veröffentlichungen auf Schellackplatten:
- O Gott, wie sind wir vornehm aus der Operette Liselott, (Künneke/Gründgens), 1932, Duett: Hilde Hildebrand und Gustaf Gründgens mit Orchester unter Leitung von Eduard Künneke, Electrola Nr. E.G. 2525
- Die Dame von der alten Schule aus der Nelson-Revue Es hat geklingelt (Nelson/Zerlett), 1932, Hilde Hildebrand (Sopran) mit Rudolf Nelson und Fred Freed an zwei Flügeln, Electrola Nr. E.G. 2669
- Die Zeitfurie aus der Nelson-Revue Es hat geklingelt (Nelson/Zerlett), 1932, Hilde Hildebrand (Sopran) mit Rudolf Nelson und Fred Freed an zwei Flügeln, Electrola Nr. E.G. 2669
- Vier kleine Worte (Robby Frey), 1933, Vortrag: Hilde Hildebrand mit Orchesterbegleitung, Dirigent Hans Bund Telefunken Nr. A 1464
- Dummer Boy (Robby Frey), 1933, Vortrag; Hilde Hildebrand mit Orchesterbegleitung, Dirigent Hans Bund, Telefunken Nr. A 1464
- Song vom Stratosvater Piccard aus der Eden-Revue Du ahnst es nicht! (Erich Einegg), 1934, Vortrag: Hilde Hildebrand, am Flügel: Der Komponist, Telefunken Nr. A 1597
- Liebe ist ein Geheimnis (Doelle/Amberg), 1935, Hilde Hildebrand mit Orchesterbegleitung, Electrola Nr. E.G. 3208
- Lächle noch einmal und lüge (Willy Weill), 1935, Hilde Hildebrand mit Orchesterbegleitung, Electrola Nr. E.G. 3268
- Einsamkeit (Janzen/Willy Weill), 1935, Hilde Hildebrand mit Orchesterbegleitung, Electrola Nr. E.G. 3333
- Liebster (Janzen/Willy Weill), 1935, Hilde Hildebrand mit Orchesterbegleitung, Electrola Nr. E.G. 3333
- Morgen ... (Jary), 1936, Hilde Hildebrand mit Orchesterbegleitung, Electrola Nr. E.G. 3553
- Die Rosen, die am schönsten blüh’n (Kollo), 1936, Hilde Hildebrand und Die Goldene Sieben, Electrola Nr. E.G. 3674
- Du hast für meine Liebe nur ein Lächeln (Leux/Balz) aus dem Film Maria, die Magd, 1936, Hilde Hildebrand und die Goldene Sieben, Electrola Nr. E.G. 3720
- Das ist Berlin aus der Operette Auf großer Fahrt (Raymond/Fuchs), 1936, Hilde Hildebrand und die Goldene Sieben, Electrola Nr. E.G. 3762
- Mein Herz hat Heimweh (Hans-Otto Borgmann), 1936, Hilde Hildebrand (Sopran) – Coverversion des Pola-Negri-Chansons aus dem Film Moskau – Shanghai (1936), Regie: Paul Wegener
- Ruhe! Ruhe! (Oehlschläger), 1936, Hilde Hildebrand und die Goldene Sieben, Electrola Nr. E.G. 3762
- Ich bin eine Frau für die Liebe (Mackeben/Beckmann) aus dem Film Unter heißem Himmel, 1936, Hilde Hildebrand und die Goldene Sieben, Electrola Nr. E.G. 3840
- Nachts ging das Telefon (Walter und Willi Kollo), 1937, Hilde Hildebrand (Sopran)
- Yes Sir (Ralph Benatzky), 1937, Hilde Hildebrand (Sopran) – Coverversion des Zarah-Leander-Chansons aus dem Film Zu neuen Ufern (1937), Regie: Detlef Sierk (Douglas Sierk)
- Die Liebe ist ein Spiel mit dem Feuer (Kirschstein/Böckmann), 1938, Hilde Hildebrand und die Goldene Sieben, Electrola Nr. E.G. 3863
- Liebe ist ein heikles Spiel aus dem Tonfilm Das Mädchen von gestern Nacht, (Bochmann/Palm), 1938, Hilde Hildebrand und die Goldene Sieben, Electrola Nr. E.G. 6283
- Du mußt mir deine Liebe erst beweisen aus dem Tonfilm Der Tag nach der Scheidung (Walter Kollo/K.S. Richter), 1938, Hilde Hildebrand und die Goldene Sieben, Electrola Nr. E.G. 6283
- So war die Frau von Eschebach aus dem Film Jenny und der Herr im Frack (Lothar Brühne/Bruno Balz), 1941, Hilde Hildebrand mit Filmorchester, Filmton, keine Veröffentlichung auf Schallplatte
- Beim ersten Mal da tut’s noch weh aus dem Film Große Freiheit Nr. 7 (Werner Eisbrenner), 1944, Hilde Hildebrand mit Filmorchester, Dirigent: Werner Eisbrenner, Grammophon Nr. 57297

Wiederveröffentlichungen:
- Hilde Hildebrand. Discophilia DIS/UG-H-2, München ca. 1974 (LP) (Electrola-Aufnahmen von 1932–1937)
- Hilde Hildebrand: Liebe ist ein Geheimnis. EMI-Electrola 1C 134-31 782/83 M, Köln 1977 (2 LPs) (Hilde Hildebrand und die Goldene Sieben. Aufnahmen von 1935–1938)
- Hilde Hildebrand "Liebe ist ein Geheimnis". Sämtliche veröffentlichte Schallplatten 1932 – Anfang 1936 & 3 Bonusaufnahmen. Duophon Records/Edition Berliner Musenkinder Nr. 05 45 3, Berlin 2004 (CD)

## Auszeichnungen
- 1964 erhielt sie das Filmband in Gold.

## Filmografie
- 1920: Die Schildungs-Ehe (Kurzfilm)
- 1921: Der Herr Papa
- 1922: Es bleibt in der Familie (Kurzfilm)
- 1922: Lohengrins Heirat
- 1922: Schwarzwaldkinder
- 1922: Der Herr Landrat
- 1922: Hotel zum goldenen Engel
- 1925: Der Trödler von Amsterdam
- 1928: Sechs Mädchen suchen Nachtquartier
- 1928: Der fesche Husar
- 1928: Rasputins Liebesabenteuer
- 1931: Zweierlei Moral
- 1931: Das Schicksal der Renate Langen
- 1931: Arme, kleine Eva
- 1931: Panik in Chicago
- 1931: Der kleine Seitensprung
- 1931: Bobby geht los
- 1931: Madame hat Ausgang
- 1931: Mein Leopold
- 1931: Der unbekannte Gast
- 1932: Der Frauendiplomat
- 1932: Ballhaus goldener Engel
- 1932: Das schöne Abenteuer
- 1932: Drei von der Kavallerie
- 1932: Strafsache van Geldern
- 1932: Liebe, Scherz und Ernst
- 1932: Wenn die Liebe Mode macht
- 1932: Unmögliche Liebe
- 1933: Moral und Liebe
- 1933: Ein Lied für Dich
- 1933: Manolescu, der Fürst der Diebe
- 1933: Meine Frau, seine Frau (Kurzfilm)
- 1933: K. 1 greift ein
- 1933: Sprung in den Abgrund
- 1933: Gruß und Kuß – Veronika
- 1933: Wege zur guten Ehe
- 1933: Liebe muß verstanden sein
- 1933: Meine Frau, seine Frau
- 1933: Keine Angst vor Liebe
- 1933: Gretel zieht das große Los
- 1933: Viktor und Viktoria
- 1934: Pipin der Kurze
- 1934: Mein Herz ruft nach Dir
- 1934: Klein Dorrit
- 1934: Die englische Heirat
- 1934: Peter, Paul und Nanette
- 1934: Polenblut
- 1935: Ein falscher Fuffziger
- 1935: Barcarole
- 1935: Artisten
- 1935: Amphitryon – Aus den Wolken kommt das Glück
- 1935: Liselotte von der Pfalz
- 1935: Der Gefangene des Königs
- 1935: Ich war Jack Mortimer
- 1935: Die selige Exzellenz
- 1935: Die letzte Fahrt der Santa Margareta
- 1936: Der Kurier des Zaren
- 1936: Allotria
- 1936: Maria, die Magd
- 1936: Kinderarzt Dr. Engel
- 1936: Alles für Veronika (Fräulein Veronika)
- 1937: Mutterlied
- 1938: Es leuchten die Sterne
- 1938: Das Mädchen von gestern Nacht
- 1938: Der Tag nach der Scheidung
- 1938: Tanz auf dem Vulkan
- 1939: Der grüne Kaiser
- 1939: Silvesternacht am Alexanderplatz
- 1939: Bel Ami
- 1939: Parkstraße 13
- 1939: Ehe in Dosen
- 1939: Das Glück wohnt nebenan
- 1940: Frau nach Maß
- 1940: Meine Tochter tut das nicht
- 1940: Der Kleinstadtpoet
- 1941: Alarm
- 1941: Jenny und der Herr im Frack
- 1942: Die heimlichen Bräute
- 1943: Die schwache Stunde
- 1943: Reise in die Vergangenheit
- 1943/47: Spuk im Schloß
- 1944: Große Freiheit Nr. 7
- 1944: Ich bitte um Vollmacht
- 1944: Spiel mit der Liebe
- 1944/49: Ruf an das Gewissen
- 1944/49: Das Gesetz der Liebe
- 1944/50: Glück muß man haben
- 1944/50: Verlobte Leute
- 1944/50: Schuß um Mitternacht
- 1945: Shiva und die Galgenblume (unvollendet)
- 1948: Der Herr vom andern Stern
- 1949: Kleiner Wagen – große Liebe
- 1949: Ruf an das Gewissen
- 1949: Kätchen für alles
- 1950: Epilog – Das Geheimnis der Orplid
- 1950: Schuß um Mitternacht
- 1951: Unvergängliches Licht
- 1951: Der Tiger Akbar
- 1951: Die Schuld des Dr. Homma
- 1954: Sie
- 1955: Die Drei von der Tankstelle
- 1956: Le chemin du paradis
- 1956: Pariser Geschichten (TV)
- 1957: Weekend (TV)
- 1957: Jeder lebt allein (TV)
- 1958: César (TV)
- 1958: Colombe (TV)
- 1959: Der Raub der Sabinerinnen (TV)
- 1959: Bezaubernde Arabella
- 1960: Der Geizige (TV)
- 1960: Die Fastnachtsbeichte
- 1961: Einladung ins Schloß (TV)
- 1962: Nicht zuhören, meine Damen! (TV)
- 1962: Überfahrt (TV)
- 1963: Der Wald (TV)
- 1963: Die Dreigroschenoper
- 1963: Heiraten ist immer ein Risiko (TV)
- 1964: Herrn Walsers Raben (TV)
- 1964: Bis ans Ende (TV)
- 1966: Was jede Frau weiß (TV)
- 1969: Katzenzungen (TV)
- 1971: Wölfe und Schafe (TV)
- 1971: Der Kommissar (Fernsehserie, Folge: Der Moormörder)
- 1971: Das System Fabrizzi (TV)